# Virus Epstein-Barr
Virus Epstein-Barr (okrajšava VEB; angleško EBV), imenovan tudi humani herpesvirus 4, je virus iz rodu limfokriptovirusov, ki sodi v družino herpesvirusov. Okužba pogosto poteka brez simptomov, lahko pa se izrazi kot infekcijska mononukleoza ali privede do nastanka limfoproliferativnih bolezni in različnih vrst raka, na primer Burkittovega limfoma, nazofaringealnega karcinoma ali Hodgkinovega limfoma.
VEB se pojavlja po vsem svetu. Tekom življenja se z virusom Epstein-Barr okuži večina ljudi, kar zagotavlja pridobljeno imunost, ki s prisotnostjo protiteles v krvnem obtoku ščiti pred ponovnimi okužbami s tem virusom ali pred ponovnim izbruhom bolezni. Otroci postanejo dovzetni za okužbo, ko iz njihovega krvnega obtoka izginejo protitelesa, ki so jih prejeli od matere tekom nosečnosti. Velik delež otrok se z virusom okuži in pri njih okužba običajno mine prikrito, brez vidnih znakov, ali pa bolezen zamenjajo z drugimi blagimi, kratkotrajnimi okužbami v otroštvu. V razvitih državah se sicer okuži manjši delež otrok, zato pa se okužba pogosteje pojavlja v mladostništvu ali zgodnji odrasli dobi.

## Zgodovina
Virus je dobil ime po Anthonyju Epsteinu in Yvonne Barr, ki sta skupaj z Bertom Achongom leta 1964 odkrila virus v tumorskih celicah, ki jih je iz Ugande poslal zdravnik Denis Burkitt.

## Virologija
Virus Epstein-Barr lahko aktivira izražanje različnih genov in glede na to se nahaja bodisi v litičnem bodisi v latentnem ciklusu.
- O litičnem ciklusu govorimo, ko se v virusu izražajo beljakovine z namenom tvorbe kužnih virionov. To je obdobje produktivne okužbe. Sicer ni nujno, da v tej fazi okužbe pride do lize gostiteljevih celic (po čemer je ciklus poimenovan), saj novo nastali virioni zapuščajo celice z brstenjem, pri čemer lahko celica preživi. Med litične beljakovine spadata gp350 in gp110.[4]
- Virus preide v latentni (prikriti) ciklus, v katerem ne nastajajo več novi virioni. Proizvaja se le omejena količina določenih beljakovin, med katerimi so: 1. jedrni antigeni (EBNA)-1, EBNA-2, EBNA-3A, EBNA-3B, EBNA-3C, vodilni antigen EBNA (EBNA-LP), 2. latentne membranske beljakovine (LMP)-1, LMP-2A inLMP-2B ter 3. RNK. Nadalje EBV nosi zapis za vsaj 20 različnih mikroRNK, ki se izražajo v latentno okuženih celicah.